# Chris Newton (ciclista)
Christopher Malcolm Newton, detto Chris (Middlesbrough, 29 settembre 1973), è un ex pistard e ciclista su strada britannico.

## Palmarès

### Olimpiadi
- 3 medaglie:
  - 1 argento (Atene 2004 nell'inseguimento a squadre)
  - 2 bronzi (Sydney 2000 nell'inseguimento a squadre; Pechino 2008 nella corsa a punti)

### Mondiali
- 7 medaglie:
  - 2 ori (Ballerup 2002 nella corsa a punti; Los Angeles 2005 nell'inseguimento a squadre)
  - 4 argenti (Manchester 2000 nell'inseguimento a squadre; Anversa 2001 nell'inseguimento a squadre; Ballerup 2002 nell'inseguimento a squadre; Melbourne 2004 nell'inseguimento a squadre)
  - 1 bronzo (Pruszków 2009 nella corsa a punti)

### Giochi del Commonwealth
- 3 medaglie:
  - 2 argenti (Victoria 1994 nell'inseguimento a squadre; Manchester 2002 nell'inseguimento a squadre)
  - 1 bronzo (Manchester 2002 nella corsa a punti)